# Leonard Stanley
Leonard Stanley é uma paróquia e aldeia de Stroud, no condado de Gloucestershire, na Inglaterra. De acordo com o Censo de 2011, tinha 1446 habitantes. Tem uma área de 3,34 km².